# Episodi di December Bride (seconda stagione)
La seconda stagione della serie televisiva December Bride è andata in onda negli Stati Uniti dal 3 ottobre 1955 al 14 maggio 1956 sulla CBS.
| nº | Titolo originale      | Prima TV USA     |
| -- | --------------------- | ---------------- |
| 1  | The Boxing Show       | 3 ottobre 1955   |
| 2  | The Pizza Show        | 10 ottobre 1955  |
| 3  | Lily and the Wolf     | 17 ottobre 1955  |
| 4  | Ruth Neglects Matt    | 24 ottobre 1955  |
| 5  | The Shoplifter        | 31 ottobre 1955  |
| 6  | Let Yourself Go       | 7 novembre 1955  |
| 7  | The Laundromat Show   | 14 novembre 1955 |
| 8  | Skidrow               | 21 novembre 1955 |
| 9  | Big Game Hunter       | 28 novembre 1955 |
| 10 | Family Quarrel        | 5 dicembre 1955  |
| 11 | High Sierras          | 12 dicembre 1955 |
| 12 | Rate Your Mate        | 26 dicembre 1955 |
| 13 | Operation: Coleslaw   | 2 gennaio 1956   |
| 14 | The Trailer Show      | 9 gennaio 1956   |
| 15 | Matt's Movie Career   | 16 gennaio 1956  |
| 16 | The Rudy Vallee Show  | 23 gennaio 1956  |
| 17 | The Texas Show (1)    | 30 gennaio 1956  |
| 18 | The Texas Show (2)    | 6 febbraio 1956  |
| 19 | The Texas Show (3)    | 13 febbraio 1956 |
| 20 | Sunken Den            | 20 febbraio 1956 |
| 21 | The Wrestler          | 27 febbraio 1956 |
| 22 | Ruth Gets a Job       | 12 marzo 1956    |
| 23 | Handcuffs             | 19 marzo 1956    |
| 24 | Pete's Brother-in-Law | 26 marzo 1956    |
| 25 | Lily in a Gas Station | 2 aprile 1956    |
| 26 | Ruth's Haircut        | 9 aprile 1956    |
| 27 | Jaywalker             | 16 aprile 1956   |
| 28 | Beauty Pageant        | 23 aprile 1956   |
| 29 | Lily and the Sailor   | 30 aprile 1956   |
| 30 | Lily, the Matchmaker  | 7 maggio 1956    |
| 31 | Swimming Pool         | 14 maggio 1956   |

## The Boxing Show
- Prima televisiva: 3 ottobre 1955

### Trama
- Guest star: Art Aragon (se stesso)

## The Pizza Show
- Prima televisiva: 10 ottobre 1955

### Trama
- Guest star: Robert Clarke (Johnny)

## Lily and the Wolf
- Prima televisiva: 17 ottobre 1955

### Trama
- Guest star: Charles Coburn (Pemberton), Lillian Hamilton (Mrs. Pemberton)

## Ruth Neglects Matt
- Prima televisiva: 24 ottobre 1955

### Trama
- Guest star: Joi Lansing (Linda)

## The Shoplifter
- Prima televisiva: 31 ottobre 1955
- Diretto da: Jerry Thorpe
- Scritto da: Parke Levy, Lou Derman, Ben Gershman

### Trama
- Guest star: Fritz Feld (Manager), Gail Bonney (Madeline), Almira Sessions (Elsie)

## Let Yourself Go
- Prima televisiva: 7 novembre 1955

### Trama
- Guest star: Rolfe Sedan (O'Brien)

## The Laundromat Show
- Prima televisiva: 14 novembre 1955

### Trama
- Guest star: Herbert Marshall (se stesso), Maxine Semon (Lulu)

## Skidrow
- Prima televisiva: 21 novembre 1955

### Trama
- Guest star: Percy Helton (Harry), Joe Besser (Joe)

## Big Game Hunter
- Prima televisiva: 28 novembre 1955
- Diretto da: Jerry Thorpe
- Scritto da: Parke Levy, Lou Derman, Ben Gershman

### Trama
- Guest star: Pierre Watkin (Roger), Harry Cheshire (Poole)

## Family Quarrel
- Prima televisiva: 5 dicembre 1955
- Diretto da: Jerry Thorpe
- Scritto da: Parke Levy, Peggy Chantler Dick,  Samuel Marx

### Trama
- Guest star: Gail Bunning, Joe Forte, Madge Blake (Anita)

## High Sierras
- Prima televisiva: 12 dicembre 1955

### Trama
- Guest star: Dan Duryea (se stesso), Douglas Fowley

## Rate Your Mate
- Prima televisiva: 26 dicembre 1955

### Trama
- Guest star: Howard Wendell (Weston)

## Operation: Coleslaw
- Prima televisiva: 2 gennaio 1956

### Trama
- Guest star: Madge Blake (Anita), Gail Bonney (Madeline), Robert Emmett Keane (Pritchard)

## The Trailer Show
- Prima televisiva: 9 gennaio 1956

### Trama
- Guest star: Fred Sherman (Cooper), Jerry Mathers, Robert Foulk, Robert Burton

## Matt's Movie Career
- Prima televisiva: 16 gennaio 1956

### Trama
- Guest star: Gail Bonney (Madeline), Madge Blake (Anita), Paula Winslowe (Edythea)

## The Rudy Vallee Show
- Prima televisiva: 23 gennaio 1956

### Trama
- Guest star: Benny Rubin, Rudy Vallee (se stesso)

## The Texas Show  (1)
- Prima televisiva: 30 gennaio 1956
- Diretto da: Jerry Thorpe
- Scritto da: Bill Davenport, Lou Derman, Parke Levy

### Trama
- Guest star: Lyle Talbot (Bill Jeffreys)

## The Texas Show  (2)
- Prima televisiva: 6 febbraio 1956
- Diretto da: Jerry Thorpe
- Scritto da: Parke Levy, Lou Derman, Bill Davenport

### Trama
- Guest star: Lyle Talbot (Bill Jeffreys)

## The Texas Show  (3)
- Prima televisiva: 13 febbraio 1956
- Diretto da: Jerry Thorpe
- Scritto da: Bill Davenport, Lou Derman, Parke Levy

### Trama
- Guest star: Lyle Talbot (Bill Jeffreys), Dick Wessel (Steve), Lou Krugman

## Sunken Den
- Prima televisiva: 20 febbraio 1956

### Trama
- Guest star: Joseph Kearns, Richard Deacon, Desi Arnaz (se stesso)

## The Wrestler
- Prima televisiva: 27 febbraio 1956

### Trama
- Guest star: Sándor Szabó (Carl Manheim), Sandra Gould (Frieda Manheim), Jules Strongbow

## Ruth Gets a Job
- Prima televisiva: 12 marzo 1956

### Trama
- Guest star: Charlotte Lawrence (Bernice Harper), Douglas Evans (Holman), Sara Berner (Wilma), Peter Leeds (Bruce)

## Handcuffs
- Prima televisiva: 19 marzo 1956

### Trama
- Guest star: Dick Wessel (Walter), Irving Bacon (Bolten)

## Pete's Brother-in-Law
- Prima televisiva: 26 marzo 1956

### Trama
- Guest star: Arnold Stang (Marvin), Dick Wessel (Walter), Pierre Watkin (Bradbury)

## Lily in a Gas Station
- Prima televisiva: 2 aprile 1956

### Trama
- Guest star: Frank Cady (Finn)

## Ruth's Haircut
- Prima televisiva: 9 aprile 1956

### Trama
- Guest star: Mabel Albertson (Mrs. Henshaw)

## Jaywalker
- Prima televisiva: 16 aprile 1956

### Trama
- Guest star: Howard McNear (giudice), Arte Johnson (Eugene), King Donovan (ufficiale)

## Beauty Pageant
- Prima televisiva: 23 aprile 1956
- Diretto da: Jerry Thorpe
- Scritto da: Parke Levy, Lou Derman, Bill Davenport

### Trama
- Guest star: Cheerio Meredith (Hortense)

## Lily and the Sailor
- Prima televisiva: 30 aprile 1956

### Trama
- Guest star: Nestor Paiva

## Lily, the Matchmaker
- Prima televisiva: 7 maggio 1956

### Trama
- Guest star: Nancy Kulp, Richard Deacon, Robert Foulk, Henry Clark (Stanley)

## Swimming Pool
- Prima televisiva: 14 maggio 1956

### Trama
- Guest star: Frank Jenks (Bigelow), Damian O'Flynn